# Telenet Japan
Telenet Japan Co., Ltd. (株式会社日本テレネット, Kabushiki-gaisha Nihon Terenetto) was een Japans ontwikkelaar en uitgever van computerspellen die werd opgericht in oktober 1983 door Kazuyuki Fukushima. Het bedrijf stond ook bekend als Nippon Telenet.

## Geschiedenis
Telenet Japan begon als kleine spelontwikkelaar met hun eerste uitgave van het spel American Truck en de Albatross spelserie. In de jaren 90 kreeg het bedrijf naamsbekendheid door de Valis en Cosmic Fantasy spellen. Een ander groot project was de Tales spelserie, waarvan het eerste deel werd uitgebracht door Wolfteam in 1995.
Telenet Japan ontwikkelde en publiceerde spellen voor verschillende spelconsoles, waaronder de Game Boy, Game Gear, Mega Drive, Mega-CD, MSX, Nintendo 64, PlayStation, SNES, PC Engine, en de GameCube.
Dochterbedrijven waren onder andere Wolfteam, Laser Soft, Renovation Products, en RiOT.
In 1993 volgde een herstructurering van het bedrijf vanwege financiële moeilijkheden. Hierdoor werd een aantal divisies opgeheven of doorverkocht. In 1995 richtten drie oud-medewerkers het bedrijf tri-Ace op.
Op 25 oktober 2007 werd het faillissement bekend gemaakt. De gehele softwarelijst werd overgenomen door Sunsoft.